# 雨ふらしカルテット
雨ふらしカルテット（あめふらしかるてっと）は日本のジャズ・ロックバンド。

## メンバー

### 現メンバー
- 葛西 孝道（かさい たかみち）： ボーカル・トランペット担当
- 鈴木 孝夫（すずき たかお）： ギター担当
- 野月 隆志（のづき たかし）： ベース担当
- サーカス 田中(さーかす たなか)：ピアノ担当
- 佐々木 拓也（ささき たくや）： ドラム担当

## 概要・来歴
- 2004年
  - Vo.葛西と元Bass大久保によって結成。スタジオで別の部屋から鍵盤を持って出てきた元Piano松尾を勧誘。
  - その後松尾の紹介でDrums尾曲が加入して初期【雨ふらしカルテット】誕生。
- 2005年
  - Guitar塚越がたまたまLIVEを見て衝撃を受け、葛西に話しかけたことをきっかけにスタジオセッションに参加。
- 2006年
  - 1月塚越正式加入。“カルテット”ではなく5人編成での活動がスタート。
- 2007年
  - 1月、自主制作シングル「1ページ」をライブ会場にて限定販売（※現在入手不可能）
  - 5月・6月、ニッポン放送のゴールデンタイムにてジングルに採用され、オールナイトニッポンの1コーナー「有楽町音楽室」準レギュラー出演。
  - 7月、インディーズレーベルに所属しアルバム制作に入る。
  - 9月発売に先駆けてニッポン放送内イマジンスタジオにてフリーワンマンLive敢行。
  - 10月5日、1st.ミニアルバム「夢で逢えたら」全国流通にて発売開始。
- 2008年
  - 所属レーベルが潰れ、7月Bass大久保・Guitar塚越が立て続けに脱退。サポートを入れつつ活動後、10月現Bass野月加入。
- 2009年
  - 11月、マキシシングル「電線と電車」発売。
- 2010年
  - 1月、元メンバー塚越が飛び入りでLiveに参加。その後サポートSax松崎と一緒に定禅寺ジャズフェスティバルに6人編成で出演。
- 2011年
  - 11月、塚越が正式復帰。渋谷芸術祭ハチ公前特設ステージに出演。6人編成の活動を続ける。
- 2012年
  - 2月、Piano松尾脱退。
  - 4月、Chunky6のPianoサーカス田中蟹蔵がサポート加入。基本は4人体制のLiveパフォーマンスをしつつ、また6人編成で活動をするようになる。
  - その後一旦サポートの2人が抜け4人体制にて9月、3年連続定禅寺ジャズフェスティバル出演。
  - 10月、バンドは沈黙を迎え、活動を一旦休止。
- 2013年
  - 春頃、徐々にスタジオに入りセッションを開始。
  - 5月1日、雨ふらしカルテット企画イベント「KOZO’S　WALTZ　vol.2」にて4人体制にて活動再開。
  - 今後Live活動と平行にUst.雨乞いちゃんねる月一第二月曜定期配信。
  - 秋頃フルアルバム2枚発売予定。

## ディスコグラフィー

### シングル
1PAGE
2007年1月にライブ会場限定で販売されたシングル。
自主制作のため様々な形態でのジャケット仕様で作成された。
（最終ロットは紙ジャケ仕様※現在は廃盤）
1. イントロ
2. 1PAGE
3. Love me do
4. in the window

電線と電車
2009年11月にライブ会場限定で販売されたマキシシングル。
一部の関係者では通称「棒人間」と呼ばれている。
ジャケットの絵は葛西が手掛けた。
1. 2分弱
2. 幼稚にブギ
3. 雪とステップ
4. タシカナコト
5. 帰り道

### ミニアルバム
夢で逢えたら
2007年10月5日当時所属していたインディーレーベルより全国流通で発売。
発売に伴いニッポン放送地下にあるイマジンスタジオやライブハウスにてワンマンライブを行う。
このアルバムがきっかけでほんの少し世の中に知られる。
1. 雨ふらしカルテットのテーマ
2. 夢で逢えたら
3. アレコレ
4. 枯れた葉っぱ
5. 黄昏の唄
6. 時計じかけ
7. In The Window
8. また明日…

### フルアルバム
背水の新
1. opening MC
2. ダンデライオン
3. あの日見た夢
4. ジェロニモ
5. happiness
6. Door
7. life is.
8. 素敵な世界
9. 我慢の限界
10. 一と二
11. 涙
12. 1,2の,3,死へGO